# Сибли, Фрэнк
Фрэнк Ноэль Сибли (28 февраля 1923 — 18 февраля 1996) — британский философ, работавший в основном в области эстетики. Он занимал первую кафедру философии в Университете Ланкастера. Сибли наиболее известен своей работой 1959 года «Эстетические концепции».

## Обучение и преподавание
Фрэнк Сибли учился в Оксфордском университете у Гилберта Райла, который оказал на него глубокое влияние. С 1949 по 1964 год он преподавал в различных университетах США. С 1964 года и до выхода на пенсию (1985) он преподавал в Университете Ланкастера в Великобритании.

## Философские работы
Фрэнк Сибли внес большой вклад в традиции аналитической эстетики. Его сборник статей, в том числе некоторые посмертные, был опубликован издательством Оксфордского университета в 2001 году в качестве подхода к эстетике.

### Эстетика
Большая часть работ Фрэнка Сибли в области эстетики собрана в подходе к эстетике. Он хорошо известен своими попытками разграничить области эстетического и неэстетического. Его статья 1959 года «Эстетические концепции» часто упоминается как один из примеров эстетики 20-го века в традиции аналитической философии. Статья затрагивает множество проблем, но основная линия мысли предполагает, что эстетические концепции не могут быть сведены к неэстетическим концепциям или в достаточной мере определены в терминах неэстетической концепции. Это приводит Сибли к мысли, что для понимания данных предметов требуется способность проявлять вкус или эстетическую чувствительность.
Темы и проблемы, связанные со вкусом, стали очень важными в подходе Сибли, поэтому он к ним вернулся. Кроме того, Сибли не считал эстетику столь далекой от философии в целом. Это понятно из его краткой программной заметки «О вкусе», опубликованной в 1966 году в Британском журнале эстетики. Фрэнк Сибли излагает ситуацию так:
«Таким образом, программа, с которой должны столкнуться эстетики, является большой, и на ней изображены огромные области, которыми пренебрегают другие философы, работающие в рамках их привычных связей. Действительно, далеко не так, что эстетика является второстепенной для философии, эстетики сталкиваются с различными понятиями, более широкими, чем те, которые изучаются большинством других отраслей философии.»
Фрэнк Сибли на протяжении всей своей профессиональной жизни воздерживался от публикаций из-за глубокого перфекционизма, однако его философская репутация не исчерпывается «Эстетическими концепциями». Особенно заслуживают упоминания «Эстетика и внешний вид вещей» и «Эстетическое и неэстетическое», в которых Сибли исследует весь вопрос эстетического понимания. Кроме того, работа Сибли в области эстетики и философии искусства теперь, вероятно, вновь окажет влияние на эту область через посмертную публикацию эссе, которые он готовил для печати в самом конце жизни. Круг тем, затронутых в этих эссе, показывает, что до последнего времени Сибли был на переднем крае исследований и, вероятно, останется мощной философской силой в течение многих последующих лет.

### Философия разума
Помимо эстетики, Сибли работал над философией восприятия и философией разума . Его первая опубликованная статья была обзором концепции разума Гилберта Райла в 1950 году. Позже он добавил еще одну статью о Райле, «Райл и мышление».
Он написал две статьи по теории восприятия, а также несколько статей о границе этой области и эстетике, одну статью о цветах и небольшую статью о прикладной философии. В одной посмертной статье подробно рассматривается определенное различие, сделанное Питером Гич. Кроме этого, его работа была посвящена эстетике.

## Семья
Фрэнк Сибли был дядей писателя и телеведущего Брайана Сибли .

## Публикации
- Фрэнк Сибли (1954)"Поиск, исследование и видение". Также (1967) философия восприятия. Оксфорд.
- «Эстетические концепции», Philosophical Review 68 (1959).
- «Эстетическое и неэстетическое», Philosophical Review, 84 (1965).
- «Объективность и эстетика» (1968)
- Подход К Эстетике (2001). Сборник статей по философской эстетике. Под редакцией J. Benson & al. Оксфорд.